# Paulinus van Tyrus
Paulinus van Tyrus was bisschop van het bisdom Tyrus. Hij was een persoonlijke vriend van Eusebius van Caesarea, die een hoofdstuk aan hem wijdde in zijn Ekklèsiastikè Historia. Net voor zijn dood werd hij overgeplaatst naar Antiochië. Hij was niet aanwezig op het Eerste Concilie van Nicea in 325, want dat was zijn opvolger Eustathius van Antiochië.
In de controverse rond het arianisme nam hij geen standpunt in.